# Comuna Runcu, Vâlcea
Runcu este o comună în județul Vâlcea, Muntenia, România, formată din satele Căligi, Gropeni, Runcu (reședința), Snamăna, Surpați, Valea Babei și Vărateci.

## Demografie
Componența etnică a comunei Runcu
     Români (95,23%)
     Alte etnii (0,23%)
     Necunoscută (4,53%)
Componența confesională a comunei Runcu
     Ortodocși (92,09%)
     Alte religii (2,09%)
     Necunoscută (5,81%)
Conform recensământului efectuat în 2021, populația comunei Runcu se ridică la 860 de locuitori, în scădere față de recensământul anterior din 2011, când fuseseră înregistrați 980 de locuitori. Majoritatea locuitorilor sunt români (95,23%), iar pentru 4,53% nu se cunoaște apartenența etnică. Din punct de vedere confesional, majoritatea locuitorilor sunt ortodocși (92,09%), iar pentru 5,81% nu se cunoaște apartenența confesională.

## Politică și administrație
Comuna Runcu este administrată de un primar și un consiliu local compus din 9 consilieri. Primarul, Vasile Stoica[*], de la Partidul Național Liberal, este în funcție din 2016. Începând cu alegerile locale din 2024, consiliul local are următoarea componență pe partide politice:
|  | Partid                          | Consilieri | Componența Consiliului | Componența Consiliului | Componența Consiliului | Componența Consiliului | Componența Consiliului |
|  | ------------------------------- | ---------- | ---------------------- | ---------------------- | ---------------------- | ---------------------- | ---------------------- |
|  | Partidul Național Liberal       | 5          |                        |                        |                        |                        |                        |
|  | Partidul Social Democrat        | 3          |                        |                        |                        |                        |                        |
|  | Alianța pentru Unirea Românilor | 1          |                        |                        |                        |                        |                        |